# BAFTA al miglior film non in lingua inglese
Il BAFTA al miglior film non in lingua inglese (BAFTA Award for Best Film Not in the English Language) è un premio annuale, promosso dal British Academy of Film and Television Arts (BAFTA) a partire dal 1983.

## Albo d'oro
L'anno indicato è generalmente relativo all'anno di edizione del Premio e riguarda, di norma, i film usciti l'anno precedente. Nell'elenco seguente vengono indicati in grassetto i film vincitori di ciascuna categoria; per ogni film viene indicato il titolo italiano, se differente dal titolo originale. Il titolo originale è invece indicato tra parentesi
- 1983
  - Cristo si è fermato a Eboli, regia di Francesco Rosi (Italia, Francia)
  - Diva, regia di Jean-Jacques Beineix (Francia)
  - Fitzcarraldo, regia di Werner Herzog (Germania)
  - U-Boot 96 (Das Boot), regia di Wolfgang Petersen (Germania)
- 1984
  - Danton, regia di Andrzej Wajda (Francia, Polonia)
  - Fanny e Alexander (Fanny och Alexander), regia di Ingmar Bergman (Svezia)
  - Finalmente domenica! (Vivement dimanche!), regia di François Truffaut (Francia)
  - La traviata, regia di Franco Zeffirelli (Italia)
- 1985
  - Carmen Story (Carmen), regia di Carlos Saura (Spagna)
  - Un amore di Swann (Un amour de Swann), regia di Volker Schlöndorff (Francia, Germania)
  - Una domenica in campagna (Un dimanche à la campagne), regia di Bertrand Tavernier (Francia)
  - Il ritorno di Martin Guerre (Le retour de Martin Guerre), regia di Daniel Vigne (Francia)
- 1986
  - Il colonnello Redl (Redl ezredes), regia di István Szabó (Ungheria, Austria, Germania Ovest)
  - Carmen, regia di Francesco Rosi (Francia, Italia)
  - Dim Sum: A Little Bit of Heart, regia di Wayne Wang (Stati Uniti)
  - Subway, regia di Luc Besson (Francia)
- 1987
  - Ran, regia di Akira Kurosawa (Giappone)
  - Betty Blue (37°2 le matin), regia di Jean-Jacques Beineix (Francia)
  - Ginger e Fred, regia di Federico Fellini (Italia, Francia, Germania Ovest)
  - Otello, regia di Franco Zeffirelli (Italia, Paesi Bassi)
- 1988
  - Sacrificio (Offret), regia di Andrej Tarkovskij (Svezia, Regno Unito, Francia)
  - Jean de Florette, regia di Claude Berri (Francia, Italia, Svizzera)
  - Manon delle sorgenti (Manon des sources), regia di Claude Berri (Francia, Svizzera, Italia)
  - La mia vita a quattro zampe (Mitt liv som hund), regia di Lasse Hallström (Svezia)
- 1989
  - Il pranzo di Babette (Babettes gæstebud), regia di Gabriel Axel (Danimarca)
  - Arrivederci ragazzi (Au revoir les enfants), regia di Louis Malle (Francia)
  - Il cielo sopra Berlino (Der Himmel über Berlin), regia di Wim Wenders (Germania Ovest, Francia)
  - Oci ciornie (Oči čërnye), regia di Nikita Sergeevič Michalkov (Italia, Unione Sovietica)

### Anni 1990
- 1990
  - La vita e niente altro (La vie et rien d'autre), regia di Bertrand Tavernier (Francia)
  - Donne sull'orlo di una crisi di nervi (Mujeres al borde de un ataque de nervios), regia di Pedro Almodóvar (Spagna)
  - Pelle alla conquista del mondo (Pelle erobreren), regia di Bille August (Danimarca, Svezia)
  - Salaam Bombay!, regia di Mira Nair (India, Regno Unito, Francia)
- 1991
  - Nuovo Cinema Paradiso, regia di Giuseppe Tornatore (Italia)
  - Jésus de Montréal, regia di Denys Arcand (Canada, Francia)
  - Milou a maggio (Louis Malle), regia di Louis Malle (Francia)
  - Romuald & Juliette (Romuald et Juliette), regia di Coline Serreau (Francia)
- 1992
  - La ragazza terribile (Das schreckliche Mädchen), regia di Michael Verhoeven
  - Cyrano de Bergerac, regia di Jean-Paul Rappeneau (Francia)
  - Il marito della parrucchiera (Le mari de la coiffeuse), regia di Patrice Leconte (Francia)
  - Toto le héros - Un eroe di fine millennio (Toto le Héros), regia di Jaco Van Dormael (Belgio, Francia)
- 1993
  - Lanterne rosse (Da hong deng long gao gao gua), regia di Zhāng Yìmóu (Cina, Hong Kong, Taiwan)
  - Gli amanti del Pont-Neuf (Les Amants du Pont-Neuf), regia di Leos Carax (Francia)
  - Delicatessen, regia di Jean-Pierre Jeunet e Marc Caro (Francia)
  - Europa Europa, regia di Agnieszka Holland (Germania, Francia, Polonia)
- 1994
  - Addio mia concubina (Bàwáng Bié Jī), regia di Chen Kaige (Cina)
  - Come l'acqua per il cioccolato (Como agua para chocolate), regia di Alfonso Arau (Messico)
  - Un cuore in inverno (Un cœur en hiver), regia di Claude Sautet (Francia)
  - Indocina (Indochine), regia di Régis Wargnier (Francia)
- 1995
  - Belle Époque, regia di Fernando Trueba (Spagna)
  - Vivere! (Huozhe), regia di Zhāng Yìmóu (Hong Kong)
  - Tre colori - Film rosso (Trois couleurs: Rouge), regia di Krzysztof Kieślowski (Francia, Polonia, Svizzera)
  - Mangiare bere uomo donna (yǐn shí nán nǚ), regia di Ang Lee (Taiwan, Stati Uniti)
- 1996
  - Il postino, regia di Michael Radford (Italia)
  - Sole ingannatore (Утомлённые солнцем), regia di Nikita Sergeevič Michalkov (Russia)
  - I miserabili (Les misérables), regia di Claude Lelouch (Francia)
  - La regina Margot (La Reine Margot), regia di Patrice Chéreau (Francia)
- 1997
  - Ridicule, regia di Patrice Leconte (Francia)
  - L'albero di Antonia (Antonia), regia di Marleen Gorris (Paesi Bassi, Belgio, Regno Unito)
  - Kolya (Kolja), regia di Jan Svěrák (Repubblica Ceca)
  - Nelly e Mr. Arnaud (Nelly et Monsieur Arnaud), regia di Claude Sautet (Francia, Italia, Germania)
- 1998
  - L'appartamento (L'appartement), regia di Gilles Mimouni (Francia, Italia, Spagna)
  - Lezioni di tango (The Tango Lesson), regia di Sally Potter (Argentina, Francia, Germania, Paesi Bassi, Regno Unito)
  - Lucie Aubrac - Il coraggio di una donna (Lucie Aubrac), regia di Claude Berri (Francia)
  - La mia vita in rosa (Ma vie en rose), regia di Alain Berliner (Belgio, Francia, Regno Unito)
- 1999
  - Central do Brasil, regia di Walter Salles (Brasile, Francia)
  - Carne trémula (Carne trémula), regia di Pedro Almodóvar (Spagna)
  - Il cavaliere di Lagardère (Le bossu), regia di Philippe de Broca (Francia, Italia, Germania)
  - La vita è bella, regia di Roberto Benigni (Italia)

### Anni 2000
- 2000
  - Tutto su mia madre (Todo sobre mi madre), regia di Pedro Almodóvar (Spagna, Francia)
  - Buena Vista Social Club, regia di Wim Wenders (Germania, Cuba)
  - Festen - Festa in famiglia (Festen), regia di Thomas Vinterberg (Danimarca, Svezia)
  - Lola corre (Lola rennt), regia di Tom Tykwer (Germania)
- 2001
  - La tigre e il dragone (Wo hu cang long), regia di Ang Lee (Taiwan, Hong Kong, Stati Uniti, Cina)
  - Harry, un amico vero (Harry un ami qui vous veut du bien), regia di Dominik Moll (Francia)
  - In the Mood for Love (Huāyàng niánhuá), regia di Wong Kar-wai (Hong Kong, Cina, Francia)
  - Malèna, regia di Giuseppe Tornatore (Italia, Stati Uniti)
  - La ragazza sul ponte (La fille sur le pont), regia di Patrice Leconte (Francia)
- 2002
  - Amores perros (Amores perros), regia di Alejandro González Iñárritu (Messico)
  - Il favoloso mondo di Amélie (Le fabuleux Destin d'Amélie Poulin), regia di Jean-Pierre Jeunet (Francia, Germania)
  - Disperato aprile (Abril Despedaçado), regia di Walter Salles (Brasile, Francia, Svizzera)
  - Monsoon Wedding - Matrimonio indiano (Monsoon Wedding), regia di Mira Nair (India, Stati Uniti, Francia, Italia, Germania)
  - La pianista (La pianiste), regia di Michael Haneke (Francia, Germania, Polonia, Austria)
- 2003
  - Parla con lei (Hable con ella), regia di Pedro Almodóvar (Spagna)
  - City of God (Ciudade de Deus), regia di Fernando Meirelles e Kátia Lund (Brasile, Francia, Stati Uniti)
  - Devdas, regia di Sanjay Leela Bhansali (India)
  - The Warrior, regia di Asif Kapadia (Regno Unito, Germania)
  - Y tu mamá también - Anche tua madre (Y tu mamá también), regia di Alfonso Cuarón (Messico)
- 2004
  - Cose di questo mondo (In This World), regia di Michael Winterbottom (Regno Unito)
  - Appuntamento a Belleville (Les Triplettes de Belleville), regia di Sylvain Chomet (Francia, Belgio, Canada, Regno Unito)
  - La città incantata (Sen to Chihiro no kamikakushi), regia di Hayao Miyazaki (Giappone)
  - Essere e avere (Être at avoir), regia di Nicolas Philibert (Francia)
  - Good Bye, Lenin!, regia di Wolfgang Becker (Germania)
  - Le invasioni barbariche (Les invasions barbares), regia di Denys Arcand (Francia)
- 2005
  - I diari della motocicletta (Diarios de motocicleta), regia di Walter Salles (Brasile, Stati Uniti, Germania, Regno Unito, Argentina, Cile, Perù, Francia)
  - Les choristes - I ragazzi del coro (Les choristes), regia di Christophe Barratier (Francia, Svizzera)
  - La foresta dei pugnali volanti (shí miàn mái fú), regia di Zhang Yimou (Cina, Hong Kong)
  - La mala educación, regia di Pedro Almodóvar (Spagna)
  - Una lunga domenica di passioni (Une longe dimanche de fiançailles), regia di Jean-Pierre Jeunet (Francia, Stati Uniti)
- 2006
  - Tutti i battiti del mio cuore (De battre mon cœur s'est arrêté), regia di Jacques Audiard (Francia)
  - Joyeux Noël - Una verità dimenticata dalla storia (Joyeux Noël), regia di Christian Carion (Francia, Germania, Belgio, Regno Unito, Romania)
  - Kung Fusion (Kung fu hustle), regia di Stephen Chow (Cina, Hong Kong)
  - Il suo nome è Tsotsi (Tsotsi), regia di Gavin Hood (Sudafrica, Regno Unito)
  - Viaggio alla Mecca (Le Grand Voyage), regia di Ismaël Ferroukhi (Francia, Marocco)
- 2007
  - Il labirinto del fauno (El Laberinto del Fauno), regia di Guillermo del Toro (Messico, Spagna)
  - Apocalypto, regia di Mel Gibson (Stati Uniti)
  - Black Book (Zwartboek), regia di Paul Verhoeven (Olanda, Belgio, Regno Unito, Germania)
  - Rang De Basanti, regia di Rakeysh Omprakash Mehra (India)
  - Volver - Tornare, regia di Pedro Almodóvar (Spagna)
- 2008
  - Le vite degli altri (Das Leben der Anderen), regia di Florian Henckel von Donnersmarck (Germania)
  - Lo scafandro e la farfalla (Le Scaphandre et le Papillon), regia di Julian Schnabel (Francia, Stati Uniti)
  - Il cacciatore di aquiloni (The Kite Runner), regia di Marc Forster (Stati Uniti)
  - La vie en rose (La Môme), regia di Olivier Dahan (Francia, Regno Unito, Repubblica Ceca)
  - Lussuria - Seduzione e tradimento (Se, jie), regia di Ang Lee (Stati Uniti, Cina, Taiwan, Hong Kong)
- 2009
  - Ti amerò sempre (Il y a longtemps que je t'aime), regia di Philippe Claudel (Francia)
  - La banda Baader Meinhof (Der Baader Meinhof Komplex), regia di Uli Edel (Germania)
  - Gomorra, regia di Matteo Garrone (Italia)
  - Persepolis, regia di Marjane Satrapi e Vincent Paronnaud (Francia, Stati Uniti)
  - Valzer con Bashir (Vals Im Bashir), regia di Ari Folman (Israele, Germania, Francia, Stati Uniti)

### Anni 2010
- 2010
  - Il profeta (Un prophète), regia di Jacques Audiard (Francia)
  - Gli abbracci spezzati (Los abrazos rotos), regia di Pedro Almodóvar (Spagna)
  - Coco avant Chanel - L'amore prima del mito (Coco avant Chanel), regia di Anne Fontaine (Francia)
  - Lasciami entrare (Låt den rätte komma in), regia di Tomas Alfredson (Svezia)
  - Il nastro bianco (Das weiße Band - Eine deutsche Kindergeschichte), regia di Michael Haneke (Austria, Germania, Francia, Italia)
- 2011
  - Uomini che odiano le donne (Män som hatar kvinnor), regia di Niels Arden Oplev (Svezia)
  - Io sono l'amore, regia di Luca Guadagnino (Italia)
  - Biutiful, regia di Alejandro González Iñárritu (Messico)
  - Uomini di Dio (Des hommes et des dieux), regia di Xavier Beauvois (Francia)
  - Il segreto dei suoi occhi (El secreto de sus ojos), regia di Juan José Campanella (Argentina)
- 2012
  - La pelle che abito (La piel que habito), regia di Pedro Almodóvar (Spagna)
  - La donna che canta (Incendies), regia di Denis Villeneuve (Canada)
  - Pina, regia di Wim Wenders (Germania)
  - Potiche - La bella statuina (Potiche), regia di François Ozon (Francia)
  - Una separazione (Jodāyi-e Nāder az Simin), regia di Asghar Farhadi (Iran)
- 2013
  - Amour, regia di Michael Haneke (Austria)
  - Headhunters - Il cacciatore di teste (Hodejegerne), regia di Morten Tyldum (Norvegia)
  - Il sospetto (Jagten), regia di Thomas Vinterberg (Danimarca)
  - Un sapore di ruggine e ossa (De rouille et d'os), regia di Jacques Audiard (Belgio, Francia)
  - Quasi amici - Intouchables (Intouchables), regia di Olivier Nakache ed Éric Toledano (Francia)
- 2014
  - La grande bellezza, regia di Paolo Sorrentino (Italia, Francia)
  - L'atto di uccidere (The Act of Killing), regia di Joshua Oppenheimer (Norvegia, Danimarca, Regno Unito)
  - La vita di Adele (La Vie d'Adèle - Chapitres 1 & 2), regia di Abdellatif Kechiche (Francia)
  - Metro Manila, regia di Sean Ellis (Regno Unito)
  - La bicicletta verde (Wadjda), regia di Haifaa al-Mansour (Arabia Saudita, Germania)
- 2015
  - Ida, regia di Paweł Pawlikowski (Polonia)
  - Leviathan (Leviafan), regia di Andrej Zvjagincev (Russia)
  - Lunchbox (Dabba), regia di Ritesh Batra (India, Francia, Germania)
  - Trash, regia di Stephen Daldry (Brasile, Regno Unito)
  - Due giorni, una notte (Deux jours, une nuit), regia di Jean-Pierre e Luc Dardenne (Belgio, Francia, Italia)
- 2016
  - Storie pazzesche (Relatos salvajes), regia di Damián Szifrón (Argentina, Spagna)
  - The Assassin (Cìkè Niè Yǐnniáng), regia di Hou Hsiao-hsien (Taiwan, Cina, Hong Kong)
  - Forza maggiore (Turist), regia di Ruben Östlund (Svezia)
  - Theeb, regia di Naji Abu Nowar (Giordania, Regno Unito)
  - Timbuktu, regia di Abderrahmane Sissako (Mauritania, Francia)
- 2017[1]
  - Il figlio di Saul (Saul fia), regia di László Nemes (Ungheria)
  - Dheepan - Una nuova vita (Dheepan), regia di Jacques Audiard (Francia)
  - Julieta, regia di Pedro Almodóvar (Spagna)
  - Mustang, regia di Deniz Gamze Ergüven (Francia, Turchia, Germania)
  - Vi presento Toni Erdmann (Toni Erdmann), regia di Maren Ade (Germania, Austria)
- 2018[2]
  - Mademoiselle (아가씨), regia di Park Chan-wook (Corea del Sud)
  - Per primo hanno ucciso mio padre (First They Killed My Father), regia di Angelina Jolie (Cambogia)
  - Loveless, regia di Andrej Petrovič Zvjagincev (Russia)
  - Elle, regia di Paul Verhoeven • Francia, Belgio, (Germania)
  - Il cliente (Forušande), regia di Asghar Farhadi (Iran)
- 2019[3]
  - Roma, regia di Alfonso Cuaròn (Messico)
  - Cafarnao - Caos e miracoli (کفرناحوم), regia di Nadine Labaki (Libano)
  - Dogman, regia di Matteo Garrone (Italia)
  - Cold War (Zimna wojna), regia di Paweł Pawlikowski (Polonia)
  - Un affare di famiglia (Manbiki kazoku), regia di Hirokazu Kore'eda (Giappone)

### Anni 2020
- 2020[4]
  - Parasite (Gisaengchung), regia di Bong Jon-ho (Corea del Sud)
  - Dolor y gloria, regia di Pedro Almodóvar (Spagna)
  - The Farewell - Una bugia buona (The Farewell), regia di Lulu Wang (Stati Uniti d'America)
  - Alla mia piccola Sama (For Sama), regia di Waad al-Kateab e Edward Watts (Regno Unito)
  - Ritratto della giovane in fiamme (Portrait de la jeune fille en feu), regia di Céline Sciamma (Francia)
- 2021[5]
  - Un altro giro (Druk), regia di Thomas Vinterberg (Danimarca)
  - Cari compagni! (Дорогие товарищи), regia di Andrej Končalovskij (Russia)
  - I miserabili (Les Misérables), regia di Ladj Ly (Francia)
  - Minari, regia di Lee Isaac Chung (Stati Uniti d'America)
  - Quo vadis, Aida?, regia di Jasmila Žbanić (Bosnia ed Erzegovina)
- 2022[6][7]
  - Drive My Car (Doraibu mai kā), regia di Ryūsuke Hamaguchi (Giappone)
  - È stata la mano di Dio, regia di Paolo Sorrentino (Italia)
  - Madres paralelas, regia di Pedro Almodóvar (Spagna)
  - La persona peggiore del mondo (Verdens verste menneske), regia di Joachim Trier (Norvegia - Francia - Svezia - Danimarca)
  - Petite Maman, regia di Céline Sciamma (Francia)
- 2023[8]
  - Niente di nuovo sul fronte occidentale (Im Westen nichts Neues), regia di Edward Berger
  - Argentina, 1985, regia di Santiago Mitre
  - Il corsetto dell'imperatrice (Corsage), regia di Marie Kreutzer
  - Decision to Leave, regia di Park Chan-wook
  - The Quiet Girl, regia di Colm Bairéad
- 2024[9]
  - La zona d'interesse (The Zone of Interest), regia di Jonathan Glazer (Regno Unito/Polonia/Stati Uniti)
  - 20 Days in Mariupol, regia di Mstyslav Černov
  - Anatomia di una caduta (Anatomie d'une chute), regia di Justine Triet (Francia)
  - Past Lives, regia di Celine Song (Stati Uniti)
  - La società della neve (La sociedad de la nieve), regia di Juan Antonio Bayona (Spagna)
- 2025[10]
  - Emilia Pérez, regia di Jacques Audiard (Francia)
  - All We Imagine As Light - Amore a Mumbai (All We Imagine as Light), regia di Payal Kapadiya (India/Francia/Paesi Bassi/Lussemburgo/Italia)
  - Io sono ancora qui (Ainda estou aqui), regia di Walter Salles (Brasile, Francia)
  - Kneecap, regia di Rich Peppiatt (Irlanda, Regno Unito)
  - Il seme del fico sacro (Dāne-ye anjīr-e ma'ābed), regia di Mohammad Rasoulof (Iran, Germania, Francia)